# Rannvá Kunoy
Rannvá Kunoy (født 1975 i Tórshavn) er en færøsk kunstner, som er
uddannet på Royal College of Art, London i 2001. Hun er kunstmaler og arbejder også med stenprint.Hun bor og arbejder i London og har bl.a udstillet på Pilar Corrias Gallery, Brown Galleri og Cubitt Gallery, London, Galerie Diana Stigter, Amsterdam og på Færøernes Kunstmuseum, Tórshavn. I 2003 blev hun tildelt et tre-årigt arbejdslegat fra Mentanargrunnur Landsins, Færøerne og modtog i 2004 et legat fra Niels Wessel Bagges Kunstfond, Danmark.
Hendes arbejder er i mega-formater og er "abstrakt". Fladerne er næsten monokrome (ofte rødlige eller orange), og det flyder bogstaveligt talt med tegn på fladen, ofte sorte eller mørke.